# Heart no Kuni no Alice
Heart no Kuni no Alice (яп. ハートの国のアリス ~Wonderful Wonder World~ ха:то но куни но Арису ~Wonderful Wonder World~, «Алиса в стране сердец») — отомэ-игра компании QuinRose, созданная как пародия на книгу Льюиса Кэрролла «Алиса в стране чудес». По мотивам игры вышла манга, лицензированная в США под названием Alice in the Country of Hearts. В 2011 году появилась аниме-версия игры под названием Heart no Kuni no Alice-Wonderful Wonder World.
Heart no Kuni no Alice была выпущена в Японии для трёх консолей: версия для PC от QuinRose появилась в продаже 14 февраля 2007 года, версия для платформы PlayStation 2 от Prototype — 18 сентября 2008-го, а на PlayStation Portable игра была портирована Prototype 30 июля 2009 года. 30 июля 2011 года в японских кинотеатрах прошёл релиз анимационного фильма по мотивам манги.
На 12 месте в списке самой продаваемой манги 2012 года в США.

## Сюжет
Главная героиня Алиса — гораздо старше, чем в книге. Это достаточно эгоистичная и ленивая особа, которая любит слушать сказки и спать на свежем воздухе. Загадочный человек с кроличьими ушами сам похищает её, так как добровольно бежать за кроликом она не хочет. Таким образом, Алиса оказывается в Стране Сердец.

## Герои
- Алиса Лидделл — главная героиня. Ленивая и эгоистичная девушка, но одновременно с тем очень заботливая. Верит в сказки. Попала в Страну Сердец потому, что её похитил белый кролик. По правилам игры в неё постепенно все влюбляются, и Алисе это немного не нравится.
- Питер Уайт — белый кролик, благодаря которому Алиса попала в страну. Премьер-министр в замке сердец. Очень любит Алису (поэтому он только с ней вежлив). При первой встрече насильно поцеловал девушку, из-за чего стал в её глазах «кроликом-извращенцем». Имеет две формы: первая — маленький белый кролик, вторая — юноша с кроличьими ушами. Был связан с Алисой в «настоящей» жизни. О том, кем он был до того, как попал в Страну Сердец, ничего не помнит. Из манги можно узнать, что он был для Алисы очень важным человеком.
- Блад Дюпре — Кровавый Шляпник, босс мафии. Внешне очень похож на бывшего возлюбленного Алисы, также является младшим братом Вивальди. Сначала хотел убить Алису, в конце возвращает её в Страну Сердец, становясь (по сюжету манги) в результате её возлюбленным. Обещал Эллиоту уничтожить его часы. Мэри Гоуленд в шутку называет его «Чайным Маньяком».
- Джулиус Монрей — хозяин Башни Часов, чинит сердца-часы и возвращает людей к жизни, приютил Алису. С Алисой находится в тёплых отношениях. Нелюдим. Не любит людные места. Предпочитает целыми днями чинить часы в башне часов, из-за этого Алиса беспокоится о нём, так как из-за работы он забывает про сон и пищу. Алиса часто варит ему кофе, а Джулиус критикует его, оценивая напиток по 100-балльной шкале.
- Эйс — рыцарь Замка Сердец. Имеет привычку постоянно теряться. Является одним из главных героев. Не любит свою роль, из-за чего «работает» у Джулиуса — собирает часы. Противится правилам игры. Из-за этого хотел убить Алису, но передумал, из-за того, что только у Алисы в Стране Сердец вместо часов сердце, а ему нравится слушать её сердцебиение.
- Эллиот Март — Мартовский заяц. Был отправлен в тюрьму из-за того, что разбил сердце-часы своего друга. Его друг просил убить его, а часы-сердце уничтожить, чтобы его не могли воскресить. Служит Бладу потому, что тот освободил его из тюрьмы, и обещал уничтожить его часы-сердце. Обожает блюда из морковки, но саму морковку (в свежем виде) не переносит. Чуть что — хватается за пистолет. Всячески пытается доказать, что он и Питер Уайт не имеют ничего общего.
- Вивальди — королева Сердец (стала ею по воле случая), старшая сестра Шляпника. На первый взгляд кажется будто она злая и вредная, однако это не так. В аниме явно неравнодушна к Борису.
- Борис Эрэй — Чеширский Кот, живёт в Парке Развлечений. Часто пробирается в Замок Сердец, от чего получает ранения и травмы. Но после просьбы Алисы становится осторожным и перестаёт с пренебрежением относиться к своей жизни. В отличие от Питера, Борис не может становиться настоящим котом. Любит всё тайное. Любит охотиться на Пирса, аргументируя это тем, что он - кот, а Пирс - мышь.
- Мэри Гоуленд — владелец Парка Развлечений, ненавидит Дюпре, поскольку тот всем сообщил его имя, то есть что его зовут Мэри. Имеет скрипку, которая постоянно меняет свою форму. Иногда играет на ней посетителям Парка Развлечений, хотя лишён музыкального слуха.
- Ди и Дам — Кровавые близнецы, стражи ворот на территории мафии. Помешаны на оружии и играх. Зовут Алису не иначе как «сестренкой» . Как и Чеширский Кот, пробираются на вражескую территорию — в Замок Сердец — и «резвятся» там, сражаясь с охранниками дворца.
- Найтмеер — инкуб. Боится больниц и уколов. Имеет слабое здоровье. Появляется во снах главных героев. В специальной главе манги «Алиса в Стране Джокера» выясняется, что он — житель Страны Клевера.
- Пирс Вилье — Пирс является аналогом Сони и могильщиком чудес. Страдает от бессонницы. Был когда-то частью семьи Шляпника(Кровавого), но убежал, потому что близнецы издевались над ним, это было причиной его бессонных ночей. Боится Бориса, который часто пытается его съесть. Вместе с тем он любит Питера и Эллиота, потому что он не чувствует угрозы вокруг них.
- Джокер — два Джокера существуют в истории — один вежливый и скромный, другой его противоположность. Начальник тюрьмы и хозяин цирка.
- Грей — всё, что о нём известно, — у него на шее татуировка в виде ящерицы. Также является подчинённым Кошмара. Как и Найтмеер, Грей является жителем Страны Клевера.

## Игры
1. Heart no Kuni no Alice — PC, PS2, PSP, 2007 г.
2. Clover no Kuni no Alice ~Wonderful Wonder World~ — PC, PS2, 2007 г.
3. Joker no Kuni no Alice ~Wonderful Wonder World~ — PC, 2009 г.